# Dabeiquan
Il Dabeiquan (大悲拳, pugilato della grande liberazione dalle sofferenze) è uno stile di arti marziali cinesi di origine buddista. Esso è stato trasmesso a Pechino dal monaco buddista Qiyun (奇云, il cui nome da laico era Shi Zhenggang 史正纲). Leggende ne tracciano l'origine all'epoca della dinastia Tang. Proverrebbe da Shaolin con notevoli caratteristiche che lo avvicinano agli stili interni: tranquillità durante il movimento, impiego dell'intenzione e non della forza, concatenamento lento e fluido dei movimenti, con una costante ricerca dell'equilibrio. Si pratica recitando continuamente il sutra “qianshou qianyan Guanyin guangda yuanman wu'ai dabei xin tuo luo nijing” (千手千眼观音广大园满无碍大悲心陀罗尼经), sutra che viene abbreviato in “Dabeizhou” (大悲咒). 
Su questo pugilato esiste il libro “Dabei tuoluoni quan tushuo 大悲陀罗尼拳图说”
Qiyun insegnò il Dabeiquan negli anni trenta presso il parco Zhongshan gongyuan (中山公园), a Li Yumin (李玉民), Xu Fengjun (徐风俊), Li Daozhong (李道中), Qiao Xiuchuan (乔秀川).

## Sequenze
Le sequenze del Dabeiquan si dividono in 7 Duan (sezioni).
Il Taolu principale si compone di 63 shi (figure). Esistono oggi una nuova versione 21 shi, una versione da competizione 42 shi, e due Taolu arrangiati in 84 e 128 shi. Inoltre c'è il Dabeigong (大悲功) ed una forma di spada Dabeijian (大悲剑), ecc. Una Chanmenjian (Spada della Scuola Chan) secondo il libro Dabeiquan appartiene al quarto Duan.